# Cucumaria pulcherrima
Cucumaria pulcherrima är en sjögurkeart som först beskrevs av Ayres 1854.  Cucumaria pulcherrima ingår i släktet Cucumaria och familjen korvsjögurkor. Inga underarter finns listade i Catalogue of Life.